# Claudio Calderón
Claudio Nicolás Calderón Ávila (* 5. Januar 1986 in Santiago) ist ein ehemaliger chilenischer Fußballspieler, der als Innenverteidiger eingesetzt wurde.

## Karriere
Claudio Calderón kam 2006 aus der Jugend von Unión Española und wurde an Zweitligist Ñublense verliehen, bei dem er debütierte und die Vizemeisterschaft der Primera B gewann. Nach einer Leihe zum mexikanischen Verein Rayados A kehrte er zu Unión Española zurück, konnte sich aber im Team nicht langfristig durchsetzen. Anschließend spielte er für Curicó Unido und den CD Cobresal in der Primera División. Ab 2010 stand er bis zu seinem Karriereende 2016 bei Vereinen der Primera B unter Vertrag. In dieser Liga spielte er für San Marcos, Deportes Puerto Montt, Unión Temuco, Stadtrivale Deportes Temuco und Coquimbo Unido.